# TEMPEST
TEMPEST (Telecommunications Electronics Materials Protected from Emanating Spurious Transmissions, em português Materiais Eletrônicos para Telecomunicações Protegidos Contra Emanações de Transmissões Espúrias) é uma especificação da Agência de Segurança Nacional (National Security Agency - NSA) dos EUA e uma certificação da OTAN  que se refere à espionagem de sistemas de informação por meio de vazamentos de emanações, incluindo sinais elétricos ou de rádio, sons e vibrações não intencionais. O TEMPEST cobre os dois métodos para espionar os outros e como proteger o equipamento contra essa espionagem. Os esforços de proteção também são conhecidos como segurança de emissão (EMSEC), que é um subconjunto de segurança de comunicações (COMSEC).
Os métodos da NSA para espionar as emissões de computadores estão classificados, mas alguns dos padrões de proteção foram liberados pela NSA ou pelo Departamento de Defesa. A proteção do equipamento contra espionagem é feita com distância, blindagem, filtragem e mascaramento. Os padrões TEMPEST determinam elementos como distância do equipamento às paredes, quantidade de blindagem em prédios e equipamentos e fios de separação de distância que transportam materiais classificados versus não classificados, filtros nos cabos e até distância e blindagem entre fios ou equipamentos e tubulações de construção. O ruído também pode proteger as informações ocultando os dados reais.

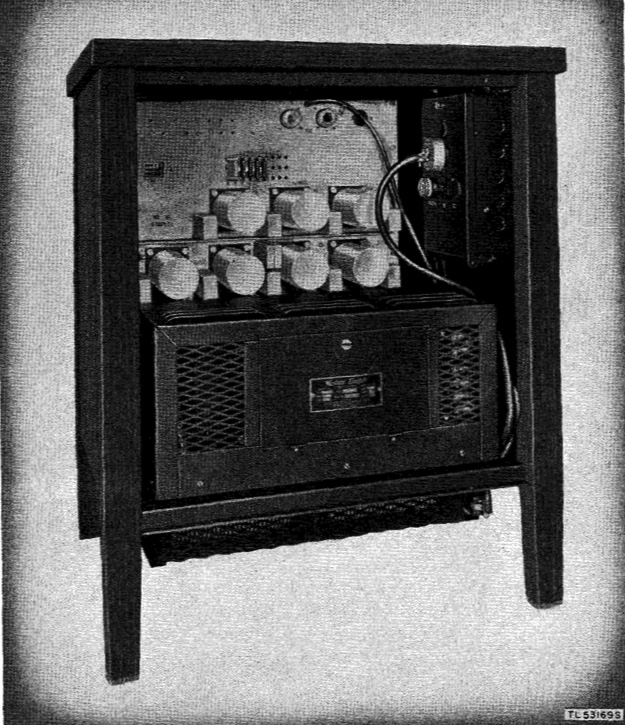
O misturador Bell 131B2, usado para sinais de tele-impressora XOR com fitas de um tempo, foi o primeiro dispositivo a partir do qual o texto simples classificado foi extraído usando sinais irradiados.

Embora grande parte do TEMPEST seja sobre vazamentos de emanações eletromagnéticas, também abrange sons e vibrações mecânicas.[6] Por exemplo, é possível registrar as teclas digitadas por um usuário usando o sensor de movimento dentro dos smartphones. Emissões comprometedoras são definidas como sinais não intencionais de inteligência que, se interceptados e analisados (ataque de canal lateral), podem divulgar as informações transmitidas, recebidas, manipuladas ou processadas por qualquer equipamento de processamento de informações.